# Eotetranychus cornicola
Eotetranychus cornicola är en spindeldjursart som beskrevs av Ehara 1989. Eotetranychus cornicola ingår i släktet Eotetranychus och familjen Tetranychidae. Inga underarter finns listade i Catalogue of Life.